# Монтечильфоне
Монтечильфоне, Монтечільфоне (італ. Montecilfone) — муніципалітет в Італії, у регіоні Молізе,  провінція Кампобассо.
Монтечильфоне розташоване на відстані близько 195 км на схід від Рима, 40 км на північ від Кампобассо.
Населення — 1364 особи (2014).
Щорічний фестиваль відбувається 23 квітня. Покровитель — святий Юрій.

## Демографія
Населення за роками:

Станом на 1 січня 2023 року в муніципалітеті офіційно проживало 117 іноземців з 23 країн, серед них 21 громадянин країн Євросоюзу та 2 громадяни України.

## Сусідні муніципалітети
- Гульйонезі
- Монтенеро-ді-Бізачча
- Палата